# Xestia kungessi
Xestia kungessi là một loài bướm đêm trong họ Noctuidae.